# Neopaxillus echinospermus
Neopaxillus echinospermus är en svampart som först beskrevs av Speg., och fick sitt nu gällande namn av Rolf Singer 1951. Neopaxillus echinospermus ingår i släktet Neopaxillus och familjen Serpulaceae.   Inga underarter finns listade i Catalogue of Life.